# 瓦克拉普基奧區
瓦克拉普基奧區（西班牙語：Distrito de Huacrapuquio），是秘魯的一個區，位於該國中部胡寧大區的萬卡約省，始建於1940年3月20日，面積24.1平方公里，海拔高度3,247米，2005年人口1,589，人口密度每平方公里66人。